# Bektaşlı, Alaplı
Bektaşlı là một xã thuộc huyện Alaplı, tỉnh Zonguldak, Thổ Nhĩ Kỳ. Dân số thời điểm năm 2011 là 464 người.